# 8941 Junsaito
8941 Junsaito este un asteroid din centura principală de asteroizi.

## Descriere
8941 Junsaito este un asteroid din centura principală de asteroizi. A fost descoperit pe 30 ianuarie 1997 la Ōizumi de Takao Kobayashi. El prezintă o orbită caracterizată de o semiaxă mare de 3,25 ua, o excentricitate de 0,04 și o înclinație de 11,1° în raport cu ecliptica.